# Stilobezzia thibaulti
Stilobezzia thibaulti är en tvåvingeart som först beskrevs av Neveu 1977.  Stilobezzia thibaulti ingår i släktet Stilobezzia och familjen svidknott. Inga underarter finns listade i Catalogue of Life.